# العلاقات الإيطالية السيشلية
العلاقات الإيطالية السيشلية هي العلاقات الثنائية التي تجمع بين إيطاليا وسيشل.

## مقارنة بين البلدين
هذه مقارنة عامة ومرجعية للدولتين:
| وجه المقارنة                                              | إيطاليا                                                  | سيشل                                                |
| --------------------------------------------------------- | -------------------------------------------------------- | --------------------------------------------------- |
| المساحة (كم2)                                             | 301.34 ألف                                               | 459                                                 |
| عدد السكان (نسمة)                                         | 60.60 مليون                                              | 95.84 ألف                                           |
| الكثافة السكانية (ن./كم²)                                 | 201.1                                                    | 20.88 ألف                                           |
| العاصمة                                                   | روما، فلورنسا، تورينو                                    | فيكتوريا                                            |
| اللغة الرسمية                                             | اللغة الإيطالية                                          | لغة فرنسية، لغة إنجليزية، اللغة الكريولية السيشيلية |
| العملة                                                    | يورو، ليرة إيطالية                                       | روبية سيشلية                                        |
| الناتج المحلي الإجمالي (بليون دولار)                      | 1.93 تريليون                                             | 1.49 مليار                                          |
| الناتج المحلي الإجمالي (تعادل القوة الشرائية) بليون دولار | 2.26 تريليون                                             | 2.54 مليار                                          |
| الناتج المحلي الإجمالي الاسمي للفرد دولار أمريكي          | 29.96 ألف                                                | 15.48 ألف                                           |
| الناتج المحلي الإجمالي للفرد دولار أمريكي                 | 35.46 ألف                                                | 26.42 ألف                                           |
| مؤشر التنمية البشرية                                      | 0.873                                                    | 0.772                                               |
| رمز المكالمات الدولي                                      | +39                                                      | +248                                                |
| رمز الإنترنت                                              | .it                                                      | .sc                                                 |
| المنطقة الزمنية                                           | توقيت وسط أوروبا، ت ع م+01:00، ت ع م+02:00، أوروبا/روما ‏ | ت ع م+04:00                                         |

## منظمات دولية مشتركة
يشترك البلدان في عضوية مجموعة من المنظمات الدولية، منها:
| علم المنظمة | اسم المنظمة                               | تاريخ انضمام إيطاليا | تاريخ انضمام سيشل |
| ----------- | ----------------------------------------- | -------------------- | ----------------- |
|             | يونسكو                                    | ?                    | 18 أكتوبر 1976    |
|             | الفريق المعني برصد الأرض                  | ?                    | ?                 |
|             | مؤسسة التمويل الدولية                     | 27 ديسمبر 1956       | 11 يونيو 1981     |
|             | المركز الدولي لتسوية المنازعات الاستشارية | 28 أبريل 1971        | 19 أبريل 1978     |
|             | منظمة حظر الأسلحة الكيميائية              | ?                    | 29 أبريل 1997     |
|             | وكالة ضمان الاستثمار متعدد الأطراف        | 29 أبريل 1988        | 15 سبتمبر 1992    |
|             | الاتحاد البريدي العالمي                   | ?                    | ?                 |
|             | الاتحاد الدولي للاتصالات                  | 1866                 | 17 سبتمبر 1999    |
|             | منظمة الشرطة الجنائية الدولية             | ?                    | 1 سبتمبر 1977     |
|             | الأمم المتحدة                             | 14 ديسمبر 1955       | 21 سبتمبر 1976    |
|             | البنك الدولي للإنشاء والتعمير             | 27 مارس 1947         | 29 سبتمبر 1980    |
|             | البنك الإفريقي للتنمية                    | ?                    | ?                 |

## وصلات خارجية
- موقع وزارة الخارجية الإيطالية